# Leselidze
Leselidze (Georgisch: ლესელიძე) of ook wel Gyatsjripsj (Abchazisch: Гьечрыԥшь; Russisch: Гячрыпш) is een dorp in de Georgische autonome en feitelijk afgescheiden republiek Abchazië, gelegen in het district Gagra. Het dorp ligt aan de Zwarte Zee bij de monding van de rivier Pso-oe, de grens met Rusland, en 25 kilometer ten noordwesten van het districtscentrum Gagra.

## Toponiem
Het toponiem Leselidze werd in 1944 aan de nederzetting gegeven ter ere van Konstantin Leselidze (1903-1944), een in Georgië geboren Russische generaal die tijdens de Grote Vaderlandse Oorlog in de Kaukasus vocht. In 1992 gaven de Abchazische separatisten er de naam Gyatsjripsj aan. Dit was het toponiem dat voor de Russische overheersing gebruikelijk was voor de plek en betekent "land van de Gyatsjovi", een Abchazische prinselijke familie die deze regio bezat. De Georgische autoriteiten bleven ook na 1992 de naam Leselidze gebruiken.

## Geschiedenis
Op de plek van Leselidze was tot de jaren 60 van de 19e eeuw een nederzetting gelegen met de naam Gyatsjripsj. De oorspronkelijke bevolking werd net als elders in Abchazië als gevolg van het einde van de Kaukasusoorlog en de Russische annexatie van het Vorstendom Abchazië in 1864 gedeporteerd naar het Ottomaanse Rijk. Het dorp werd nieuw leven ingeblazen met de komst van kolonisten uit het Russisch Rijk in het gebied. De nabijgelegen dorpen Salme en Soelevo werden door Esten gesticht.
Gyatsjripsj ging vanaf 1894 door het leven als Jermolovsk (Russisch: Ермоловск, vernoemd naar de Russische minister van Landbouw Jermolov, die het gebied in 1894 bezocht. De nederzetting werd ook wel met de naam Jermolovka aangeduid (Ермоловка). In 1944 werd het hernoemd in Leselidze. Onder het Sovjetgezag werd Leselidze ontwikkeld tot een klimatologische badplaats aan de Zwarte Zeekust. Het kreeg een kindersanatorium, zeebaden, een rusthuis, een sportpension en er kon klimaattherapie genoten worden. Leselidze is het centrum van de dorpsgemeenschap waar ook Salme en Soelevo onder vallen.

### Georgisch-Abchazisch conflict
Leselidze was een van de plaatsen waar in de nadagen van de Sovjet-Unie de oplopende spanningen tussen de Abchaziërs en Georgiërs die leidden tot het Georgisch-Abchazisch conflict tot uiting kwam. Op 1 april 1989 vond hier in navolging van Gali en Soechoemi een grote pro-Georgische manifestatie plaats, tegen het Abchazisch separatisme. Deze protesten waren een reactie op de Lichni-verklaring op 18 maart 1989 die opriep om de Abchazische autonome sovjetrepubliek buiten de Georgische SSR te plaatsen. De Georgische demonstranten in Leselidze werden aangevallen door Abchaziërs met knuppels en stenen.
Na de val in oktober 1992 van de stad Gagra tijdens de Georgisch-Abchazische burgeroorlog namen Georgische troepen hun toevlucht tot Leselidze en Gantiadi. Kort daarna richtte het etnische geweld zich op de Georgiërs in de dorpen tussen Gagra en Leselidze. In het dorp werden op 5 oktober 1992 ongeveer 50 Georgische burgers gemarteld en aan elektriciteitspalen opgehangen. In totaal werden 26 inwoners van Leselidze door het etnische geweld omgebracht, waaronder door levende verbranding.

## Demografie
Volgens de Abchazische volkstelling van 2011 woonden er 1.546 mensen in de dorpsgemeenschap Leselidze, bestaande uit Leselidze, Salme en Soelevo. Hiervan was 63,4% (980) Armeens, 13,9% (215) Abchazisch, 9,4% (146) Russisch. Er woonden slechts enkele Georgiërs, die in 1989 nog circa een derde van de bevolking uitmaakten. Een grote afwijkende minderheid waren de Esten, met name in de dorpen Salme en Soelevo die een Estse oorsprong hebben.
| Aantal | 2.964 | 3.508 | 1.546 |
| Verantwoording data: 1926-2011. Volkstellingen 2003 en 2011, jaaropgave 1 januari 2022. Noot: De Abchazische cijfers vanaf 1994 worden niet erkend door Georgië. |       |       |       |

## Vervoer
Leselidze is het westelijke eindpunt van de Georgische S1 (E97), de belangrijkste hoofdroute door Abchazië. De weg gaat aan de Russische kant van de grens door naar Sotsji. In Leselidze begint de Georgische nationale route Sh194, die langs de rivier Pso-oe via Salme naar het eindpunt Mikelripsji gaat.